# Fernando Fuentes
Fernando Ramiro Fuentes Vargas, även känd som Nando F.V, född den 4 juli 1980, är en svensk artist och låtskrivare från Santiago i Chile. Han bor numera i Stockholm.

## Biografi
Nando medverkade i första säsongen av Fame Factory. År 2011 skrev han tillsammans med Christian Walz bidrag i den svenska melodifestivalens andra deltävling i Göteborg. Bidraget slutade där på en femteplats. År 2012 skrev han David Lindgrens bidrag i den svenska melodifestivalens andra deltävling i Göteborg. Bidraget gick direkt till final. Även 2013 skrev han en låt till David Lindgren, "Skyline", som tävlade i den svenska melodifestivalens första deltävling i Karlskrona. Den gick direkt till final och hamnade där på en niondeplats. 
Nando körade bakom Eric Saade vid framträdandet av "Popular" i Eurovision Song Contest 2011.
2016 var Nando med i första musikaluppsättningen av musikalen ”Jersey Boys” i rollen som filmstjärnan Joe Pesci samt ersättare för huvudrollen Frankie Valli.

## Diskografi
- "No One Else" (artist, upphovsman)[3]
- "Stop" (upphovsman, framförd av Andrés Esteche)[4]
- "La cumbia" (artist, upphovsman)[5]
- "Let Me Out" (artist, upphovsman)[6]
- "Action" (artist, upphovsman)[7]
- "Like Suicide" (upphovsman, framförd av Christian Walz)[8]
- "Shout It Out" (upphovsman, framförd av David Lindgren)[9]
- "Skyline" (upphovsman, framförd av David Lindgren)

## Teater

### Roller
| År   | Roll          | Produktion                                                                                               | Regi          | Teater       |
| ---- | ------------- | --- | ------------- | ------------ |
| 2019 | Pablo         | En värsting till syster (Sister Act) Alan Menken, Glenn Slater, Cheri Steinkellner och Bill Steinkellner | Anders Albien | Chinateatern |
| 2024 | Gunnar Armani | De’ e’ det här vi kallar kärlek Monica Forsberg och Ingela ”Pling” Forsman                               | Hans Marklund | Göta Lejon   |